# کیم می-سون
کیم می-سون (انگلیسی: Kim Mi-sun؛ زادهٔ ۶ ژوئن ۱۹۶۴) بازیکن هاکی روی چمن اهل کره جنوبی بود.
از افتخارات وی میتوان به کسب مدال نقره در بازی‌های المپیک تابستانی ۱۹۸۸ اشاره‌کرد.